# Harrison (Illinois)
Pour les articles homonymes, voir Harrison.
Harrison est une communauté non-incorporée du comté de Winnebago en Illinois au nord-ouest de Rockford. Elle fait partie de la l'Aire urbaine de Rockford.

## Géographie
Harrison se trouve à 42° 25′ 38″ N, 89° 11′ 29″ O. Elle se trouve a une altitude de 222 m.

## Compléments